# Ahmad Nasir
Ahmad Nasir (* 1963) je bývalý afghánský zápasník, účastník letních olympijských her 1988 v Soulu, kde ve volném stylu do 52 kg vypadl ve třetím kole.
V prvním kole porazil Tutsche ze Západního Německa, ve druhém podlehl Jong-Oovi z Jižní Koreje a ve třetím pozdějšímu olympijskému šampionovi Satoovi z Japonska.